# Festi Jazz international de Rimouski
 (décembre 2020).
.
Le Festi Jazz international de Rimouski est un organisme à but non lucratif qui a pour mission d’offrir aux amateurs de jazz du Bas-Saint-Laurent, du Québec et des Maritimes l’accès à des spectacles de qualité, principalement dans le cadre d’un festival annuel, mais aussi d’un événement hivernal et par d’autres formules.
Depuis 2011, le Festi Jazz international de Rimouski veut favoriser la relève au sein des musiciens de jazz au Québec. Depuis ses débuts, l’événement attire en moyenne 30 000 participants dans son décor maritime. La proximité entre les artistes et le public participe au succès de cet événement. Un groupe de bénévoles mélomanes aide l’organisation du Festi Jazz année après année.

## Objectifs et modalités du festival
Les dirigeants du festival se sont donné comme mission de susciter l'intérêt pour le jazz dans le Bas-Saint-Laurent, d'y enrichir la vie culturelle et d'avoir un impact économique positif comme attraction touristique.
Le festival attire, dans une région éloignée des grands centres québécois, plus de 25 000 amateurs de musique. Il s'agit du second festival de jazz en importance au Québec après le Festival international de jazz de Montréal.
Outre de grands noms du jazz, ce festival comporte aussi un volet où sont présentés des spectacles d'artistes populaires ou émergents,.

## Historique
Le festival a été fondé par un groupe d'amis mélomanes en 1986. La direction de l'organisation de ce festival est alors assurée par Solange Morissette. Lors de sa première édition, le festival présente des spectacles de Vic Vogel et de Michel Petrucciani.
En 2011, le Festi Jazz connaît de graves problèmes financiers et la 26e présentation de l'événement est un « petit miracle ». L'un des problèmes principal rencontré par le festival est la difficulté d'attirer le public aux grands concerts mettant en vedette les têtes d'affiche de sa programmation, alors que les spectacles plus populaires attirent des foules importantes.
Le « jazz reste une musique difficile à vendre, qui plus est en région », et ce malgré le fait que le festival cherche à établir son rayonnement grâce aux vedettes qui s'y produisent pour attirer la clientèle de l'extérieur de la région. Pour assurer la santé financière du festival il devient primordiale que sa direction réussisse à attirer la clientèle étudiante.
La situation financière du festival est rétablie pour la présentation de son édition 2013, mais ses dirigeants modifient la philosophie du festival afin de présenter des spectacles répondant mieux aux goûts du public,. Ainsi les spectacles des artistes de renommée internationale, seront présentés en formule cabaret de la salle Desjardins-Telus plutôt que sur la grande scène. Deux scènes extérieures, la place des Anciens combattants et la place Québecor permettront de présenter des spectacles à un plus large public.
Au fil des éditions successives, ce festival a accueilli en définitive quelques grands noms du jazz parmi les musiciens conviés, tels que Stéphane Grappelli, Wayne Shorter, Dizzy Gillespie, Dave Brubeck, Holly Cole par exemple. Depuis ses débuts, l’événement attire en moyenne 30 000 participants dans son décor maritime. La proximité entre les artistes et le public participe au succès de cet événement.

## Prix décernés durant le festival

### Grand Prix Festi Jazz - LOJIQ
Depuis 2011, le Festi Jazz international de Rimouski consacre une série de quatre spectacles de sa programmation à la relève. À la fin des quatre représentations, un jury sélectionne un artiste ou une formation s’étant démarquée par ses compositions, son sens de l’improvisation, sa présence sur scène, ses arrangements et sa relation avec le public, pour être la lauréate du Grand Prix Festi Jazz.
En recevant ce titre, l’artiste ou la formation lauréate se mérite différentes opportunités de diffusion, soit une performance en première partie d’un artiste jazz établi, pendant le Festi Jazz en cours, ainsi que l’opportunité de réaliser une tournée au Bas-Saint-Laurent et à l’international en participant notamment à Jazz à Vienne ainsi qu’à Jazz à Verviers. Le Grand Prix Festi Jazz reçoit aussi une invitation à participer à la Rencontre d’automne du ROSEQ.
Lauréats de ce prix :
- En 2023 : Solarium
- En 2022 : Levi Dover Quintet
- En 2021 : Pulsart Trio

- En 2019: Carl Mayotte
- En 2018: Razalaz
- En 2017: Charles Trudel Band
- En 2016: Hichem Khalfa Quartet
- En 2015: St-Roch Quartet
- En 2014: Quintette Carl Lacroix
- En 2013 : Benjamin Deschamps Quartet
- En 2012 : Nicolas Bédard Quintet
- En 2011 : Trio Jérôme Beaulieu (devenu Misc)

### Héron d'or
Depuis 2002, le Festi Jazz international de Rimouski remet une distinction à une personne ou une institution ayant grandement contribué au développement du jazz et du festival par son implication, son dévouement.
Lauréats du Héron d'or :
- En 2019 : Jean-Pierre Roger
- En 2018 : Ville de Rimouski
- En 2017 : Québecor
- En 2016 : Programme Jazz-Pop du Cégep de Rimouski
- En 2015 : Alain Bédard
- En 2014 : Robert-Luc Blaquière
- En 2013 : Luc Lavoie
- En 2012 : Louis Brunet
- En 2011 : André J. Pérusse
- En 2010 : Diane Vallières
- En 2009 : Guy Ryan et Méga-Scène
- En 2008 : Ryno Bérubé
- En 2007 : Martin Roussel
- En 2006 : Laurent Leblond
- En 2005 : Solange Morissette
- En 2004 : TELUS
- En 2003 : Alain Caron
- En 2002 : Lyse Bonenfant

### Prix Vic Vogel
Depuis 2013, le Festi Jazz international de Rimouski décerne à un artiste le Prix Vic Vogel  à un artiste afin de souligner sa carrière prolifique.
Quelques récipiendaires du Prix Vic Vogel : Lorraine Desmarais en 2015 et Vic Vogel en 2013.

## Quelques distinctions reçues par le festival
- 1996 : Événement touristique du Bas-Saint-Laurent décerné par les Grands Prix du tourisme québécois[10].
- 2016 : Prix Opus - Concert de l'année - Régions décerné par le Conseil québécois de la musique[11].
- 2017 : Prix de l'entreprise culturelle de l'année décerné par la Chambre de commerce et de l'industrie Rimouski-Neigette[12].